# セルロプラスミン
セルロプラスミン (ceruloplasminまたはcaeruloplasmin) は、公式にはフェロキシダーゼ (ferroxidase) または鉄(II):酸素-オキシドリダクターゼとして知られている。
血液中に見られる銅輸送タンパクであり、酵素である。(EC 1.16.3.1)
4 Fe2+ + 4 H+ + O2 {\displaystyle \rightleftharpoons } 4 Fe3+ + 2H2O

## 解説

### 欠損症
セルロプラスミンが欠損している場合、その原因として挙げられるものは：
- 無セルロプラスミン血症 (セルロプラスミン遺伝子異常による。鉄沈着症)

### 過少症・欠乏症
セルロプラスミンレベルが通常より低値である場合、その原因として挙げられるものは：
- ウィルソン病 (稀に見られる銅の蓄積症)
- メンケス病（英語版）、Menkeの縮れ毛症候群とも。 (非常に稀）

### 過多症・過剰症
セルロプラスミンレベルが通常より高値である場合、その原因として挙げられるものは：
- 妊娠
- リンパ腫
- 急性及び慢性炎症 (これは急性期反応産物である)
- 関節リウマチ